# Taiwanische Badmintonmeisterschaft 1965
Die Taiwanische Badmintonmeisterschaft der Saison 1964/1965 fand vom 6. bis zum 8. November 1964 Taipeh statt. Es war die zehnte Auflage der nationalen Titelkämpfe von Taiwan im Badminton.

## Titelträger
| Disziplin    | Sieger                      |
| ------------ | --------------------------- |
| Herreneinzel | Ho Wan Ming                 |
| Dameneinzel  | Marilyn Chiang              |
| Herrendoppel | Ho Wan Ming Wong Jun Luen   |
| Damendoppel  | Marilyn Chiang S. W. Chiang |
| Mixed        | L. Y. Hsu Marilyn Chiang    |